# Johann Pfister (Bildhauer)
Johann Pfister, auch Hans Pfister (* 3. August 1573 in Breslau; † vor 1642 Bereschany oder Lemberg) war ein deutscher Bildhauer, der in Polen lebte und arbeitete.
Seine Eltern waren der Breslauer Maler und Bildhauer Georg Pfister aus Heilbronn und seine Gemahlin Martha Schewitz. Sein Bruder Kaspar wurde Juwelier.
Pfister erlernte sein Handwerk bei Hans Hoffmann aus Straßburg, der die Witwe Georg Pfisters heiratete und seine Werkstatt übernahm. 1611 bis 1615 wird er in den Lemberger Dokumenten als Hanusz snycerz erwähnt. Wahrscheinlich war er in Lemberg schon 1607 ansässig. 1617 wird seine Gemahlin Katharina geb. Świątkiewicz erwähnt. Damals war Pfister Einwohner von Bereschany, eines Städtchens, welches der Adelsfamilie Sieniawski gehörte. 1620 meißelte er seinen Namen auf dem Grabmal von Janusz Ostrogski und seiner Gemahlin Susanna Seredi in der Kathedrale won Tarnów ein. Pfister starb vor 1642. Er hinterließ zwei Kinder, die Tochter Anna und den Sohn Johann, der als Bildhauer in Bereschany tätig war.
Das einzige unzweifelhafte Werk Pfisters ist das Ostrowski-Grabmal in der Kathedrale von Tarnów, erstellt aus Marmor (architektonische Elemente) und Alabaster (Figuren und Ornamente). Wahrscheinlich wurden die Arbeiten am Grabmal schon 1605 begonnen. Die damals entstandenen Skulpturen werden dem Danziger Bildhauer Willem van den Blocke zugeschrieben. Die übrigen Skulpturen, erstellt um 1620, werden Johann Pfister zugeschrieben.
Dem Bildhauer Johann Pfister werden viele Werke, vor allem in Lemberg und Bereschany zugeschrieben, u. a.
- Die Skulpturen in den niedrigeren Partien der Boim-Kapelle in Lemberg
- Epitaph Sigismund Bresler († 1612) in dieser Kapelle
- Epitaph Jan Swoszowski († 1615) in der Lemberger Dominikanerkirche
- Epitaph Erzbischof Jan Zamoyski († 1614) in der Lemberger Römisch-katholischen Kathedrale
- Epitaph Adam Hieronymus Sieniawski († 1619) in der Burgkirche von Bereschany
- Grabmal Jan Daniłowicz († 1618) in Olesko.